# Balegowdanahalli, Sidlaghatta
Balegowdanahalli là một làng thuộc tehsil Sidlaghatta, huyện Kolar, bang Karnataka, Ấn Độ.